# Український кінематограф доби Незалежності
Український кінематограф доби Незалежності характеризується розпадом кіноіндустрії в 1990-х роках та спробами відбудувати її в 2000–2010-х роках. Разом з занепадом централізованої кіноіндустрії розпочинається розвиток незалежних кіностудій, фірм-дистриб'юторів та мережі кінотеатрів. В 2010-х роках з розвитком цифрових технологій та можливістю створювати фільм більш дешево, в Україні стрімко зростає кількість короткометражних фільмів. Попри збитковість кіногалузі в цей час, ряд українських фільмів мав успіх на міжнародних кінофестивалях.

## Державна політика України в галузі кінематографії
5 серпня 1988 року Верховна Рада УРСР ліквідувала Державний комітет по кінематографії, Україна фактично залишилася без державного органу, відповідального за розвиток кіно. Після здобуття незалежності подібну структуру намагався відновити Юрій Іллєнко, створивши у серпні 1991 Державний фонд української кінематографії, який проіснував до травня 1993 року. Свою діяльність Держкіно відновило лише в 2005 році після постанови Кабінету Міністрів України від 22 листопада 2005 року. Першою очільницею нового Держкіно стала Ганна Чміль.
Регулювання державної політики України з питань кіно було затверджено 13 січня 1998 року, коли Верховна Рада України прийняла Закон України «Про кінематографію». У березні 2017 року приймається новий Закон України «Про державну підтримку кінематографії», відповідно до якого українські документальні, просвітницькі, анімаційні, дитячі, авторські та дебютні фільми змогли претендувати на повне державне фінансування виробництва.
Державна політика України в галузі кінематографії регулюється законами та нормативними актами, що стосуються створення продуції та показу кінофільмів на території країни. Основні цілі державної політики полягають у забезпеченні розвитку українського кіно, підтримці творчої свободи та незалежності кінематографістів, популяризації національної культури та мистецтва, а також стимулюванні інвестицій в кіноіндустрію.
Для підтримки кіноіндустрії України, держава забезпечує фінансову підтримку за допомогою різноманітних програм та конкурсів, які дозволяють отримати кошти на зйомки та продукцію кінофільмів. Також національний кінопрокат може отримати підтримку від держави у вигляді субсидій.
Окрім цього, державна політика спрямована на підтримку іноземних інвесторів у кіноіндустрії України, що дозволяє привернути більше іноземних кінематографістів та залучити додаткові кошти до розвитку вітчизняного кіно.

## Історія українського кінематографу доби Незалежності

### Українське кіно 1990-х
В 1990-х з розпадом Радянського Союзу та економічною кризою українське кіно починає переживати занепад.
Кількість глядачів в кінотеатрах зменшується від 552 млн в рік в 1990 році до 5 млн. — в 1999 році. В той же час поступово зростає аудиторія телеканалів. Кількість демонстраторів — від 27 в 1990 році до 8 в 1999 році. Кількість художніх фільмів, знятих в Україні за рік, зменшується з 45 в 1992 році до 4 в 2000 році. З 136 фільмів знятих в Україні в 1990-х роках 82 було знято російською мовою.
Українське кіно 1990-х намагається комерціалізуватися. Замовниками і спонсорами фільмів часто стають бізнесові структури. Ця обставина впливає на зміст фільмів, їх спроби мати розважальний характер, популярності набувають кримінальні драми, пригодницькі та еротичні фільми.
Найпомітнішими режисерами 1990-х років стають Радомир Василевський, Микола Засєєв-Руденко, Анатолій Іванов, Григорій Кохан, Олександр Муратов, Борис Небієрідзе, Олександр Полинніков, Дмитро Томашпольський. Цілих пять фільмів знімає в 1990-х Кіра Муратова.
На початку 1990-х українське телебачення розпочало активно знімати телесеріали, зокрема популярність мали «Роксолана», режисер Бориса Небієрідзе, «Острів любові», режисер Олег Бійма.

### Українське кіно 2000-х
На рубежі 2000-х р. величезний успіх мав фільм польського режисера Єжи Гофмана «Вогнем і мечем», у якому український актор Богдан Ступка зіграв роль гетьмана Богдана Хмельницького. Богдан Ступка стає головним гетьманом українського екрану — йому належать також ролі в історичному серіалі «Чорна рада» Миколи Засєєва-Руденка (2000) та фільмі Юрія Іллєнка «Молитва за гетьмана Мазепу» (2001).
Історичні теми також стали провідними у творчості режисера Олеся Янчука. Впродовж 1990-х — першої половини 2000-х ним було знято такі фільми, як «Голод-33» (1991) про трагічну долю української родини часів Голодомору, «Атентат — Осіннє вбивство у Мюнхені» (1995), «Нескорений» (2000) і «Залізна сотня» (2004), які стали спробою донести до глядача особистий погляд на феномен та бойовий Української повстанської армії з очей ангажованого режисера, подаючи ідеологічний наратив за методикою радянських часів.
Після 2004 знято декілька фільмів про Помаранчеву революцію. Її добу було висвітлено у декількох кінострічках, зокрема: «Помаранчеве небо» (2006, режисер Олександр Кірієнко), «Прорвемось!» (2006, режисер Іван Кравчишин), «Оранжлав» (2006, Алан Бадоєв).
Серед фільмів з найбільшими бюджетами початку 2000-х можна відзначити «Сафо» ($1,95 млн).

### Українське кіно 2010-х
В 2010-х роках відбувається поступове збільшення обсягів кіновиробництва в Україні. Завдяки розвитку технологій, зменшенню витрат, глядацький попит на вітчизняний кінопродукт (особливо після Революції Гідності) значно збільшується кількість фільмів. В український кінематограф прийшло нове покоління кіномитців. З'являються колективні проекти українських режисерів «Мудаки. Арабески», «Україно, goodbye!», «Вавилон'13».
Вагомим учасниками кінематографічного процесу стають українські кінофестивалі, зокрема «Молодість», Одеський міжнародний кінофестиваль, Docudays UA, Wiz-Art, «Відкрита ніч», «86».
Все більший успіх переживає український кінопрокат. Найбільш успішними фільмами в кінотеатрах України стають «Вій» (касові збори в Україні $4,9 млн), «Кохання у великому місті 3» ($3,1 млн), «8 кращих побачень» ($3,1 млн).
Важливою подією для функціювання українського кіно став ухвалений у березні 2017 року новий закон «Про державну підтримку кінематографії», згідно до якого українські документальні, просвітницькі, анімаційні, дитячі, авторські та дебютні фільми змогли претендувати на повне державне фінансування виробництва.

## Кількість українських релізів у кінопрокаті
Статистика українських повнометражних фільмів (художніх та анімаційних), що вийшли у прокат виглядає так:
- 2006 — 4
- 2007 — 5
- 2008 — 5
- 2009 — 2
- 2010 — 0
- 2011 — 1
- 2012 — 6
- 2013 — 12
- 2014 — 16
- 2015 — 24
- 2016 — 30
- 2017 — 34
- 2018 — 35
- 2019 — 33

## Успіх українського кіно на міжнародних кінофестивалях

Плакат «Межі»

У 2001 році Тарас Томенко здобув перемогу в конкурсі «Панорама» Берлінського кінофестивалю.
У 2003 році, вже в Основному конкурсі того ж Берлінале отримав «Срібного ведмедя» фільм українського аніматора Степана Коваля «Йшов трамвай № 9».
У 2005 році стрічка «Подорожні» молодого українського режисера Ігоря Стрембіцького отримала «Золоту пальмову гілку» кінофестивалю в Каннах за короткометражний фільм «Подорожні».
В 2008 році в Міжнародному конкурсі на Ротердамському кінофестивалі зі стрічкою Las Meninas дебютував Ігор Подольчак. Пізніше фільм брав участь у 27 міжнародних кінофестивалях, в 10 з них у конкурсній програмі, в інших в офіційній селекції. У 2012 вийшла друга його повнометражна стрічка Delirium. Обидва фільми Подольчака критики вважають яскравими прикладами артхаусу в українському кіно.
У 2011 році Марина Врода отримала «Золоту пальмову гілку» кінофестивалю в Каннах за короткометражний фільм «Крос».
У 2009 році другий короткометражний фільм Мирослава Слабошпицького «Діагноз» потрапляє у конкурс Берлінського кінофестивалю. У лютому 2010 року нова короткометражна робота Слабошпицького «Глухота» потрапляє в конкурсну програму Берлінале.
У 2012 році 23-хвилинний фільм Мирослава Слабошпицького «Ядерні відходи», знятий в рамках проекту «Україно, goodbye!», здобув «Срібного леопарда» в конкурсній програмі «Леопард майбутнього» Міжнародного кінофестивалю в Локарно.
У 2014 році повнометражний фільм Мирослава Слабошпицького «Плем'я» бере участь у конкурсній програмі «Тиждень критики» «Канського кінофестивалю» і отримує одразу три нагороди — приз фонду Ган, приз Відкриття та Гран-прі.
У 2017 році в паралельній секції Берлінале «Generation 14plus» фільм «Школа №3» режисерів Георг Жено та Ліза Сміт отримав Гран-прі програми. А словацький режисер Петер Беб'як отримав Нагорода за найкращу режисуру за україно-словацький фільм «Межа» на кінофестивалі у Карлових Варах.
У 2018 році «Донбас» Сергія Лозниці здобув Приз за найкращу режисерську роботу конкурсна програма «Особливий погляд» фестивалю в Каннах.
У 2019 році фільм «Мої думки тихі» Антоніо Лукіча отримав Спеціальну премію журі 54-го Міжнародного кінофестивалю в Карлових Варах.
У 2020 році повнометражний документальний фільм «Земля блакитна, ніби апельсин» режисерки Ірини Цілик отримав нагороду за найкращу режисуру на Кінофестивалі «Санденс».

## Фільмографія українського кінематографу доби Незалежності

### Фільмографія українського повнометражного ігрового кіно 1990-2010-х років
| Назва                                                                                 | Режисер                                         | Рік  | Назва кіностудії |
| ------------------------------------------------------------------------------------- | ----------------------------------------------- | ---- | --- |
| 1991                                                                                  |                                                 |      | |
| Афганець (Афганец)                                                                    | Володимир Мазур                                 | 1991 | Київська кіностудія художніх фільмів ім. О. П. Довженка, Котра Балт |
| Бухта смерті (Бухта смерти)                                                           | Григорій Кохан, Тимофій Левчук                  | 1991 | Київська кіностудія художніх фільмів ім. О. П. Довженка, НВО «Скиф» (Росія) |
| Вища істина бомбіста Олексія / Ніч грішників                                          | Дмитро Костроменко                              | 1991 | ХПТО "Одиссей" (Одеса) на замовлення ТПО "Союзтелефільм". |
| Вік просвіти                                                                          | Умберто Солас                                   | 1991 | Ялта-фільм, ІКАІК (Куба), СФП (Франція) |
| Воскресіння мертвих                                                                   | Дмитро Богданов                                 | 1991 | Київнаукфільм, Творче об'єднання "Відгук". |
| Голод — 33                                                                            | Олесь Янчук                                     | 1991 | Київська кіностудія художніх фільмів ім. О. П. Довженка, Закарпатський комерційний банк «Лісбанк», ВТО «Фест-Земля» |
| Господня риба (Господня рыба)                                                         | В'ячеслав Колегаєв                              | 1991 | Одеська кіностудія художніх фільмів, ВТО «Одіссей» |
| Джокер                                                                                | Юрій Кузьменко, Юрій Пустовий                   | 1991 | «Флора» (Одеса), «Ника» ЦЕДИСИ АН СССР |
| Дорога в Парадіз (Дорога в Парадиз)                                                   | Юрій Белянський                                 | 1991 | Одеська кіновідеостудія, «Прімодеса-фільм» |
| Жінка для всіх (Женщина для всех)                                                     | Анатолій Матешко                                | 1991 | Київська кіностудія художніх фільмів ім. О. П. Довженка, ВТО «Пирамида-Менатеп» (Росія) |
| По кому в'язниця плаче... (По ком тюрьма плачет…)                                     | Георгій Кеворков                                | 1991 | Одеська кіновідеостудія нового типу, ВТО «Аркадія» |
| Із житія Остапа Вишні (Из жития Остапа Вишни)                                         | Ярослав Ланчак                                  | 1991 | Київська кіностудія художніх фільмів ім. О. П. Довженка, ТВО «Союзтелефільм» (Росія) (телефільм) |
| І чорт з нами (И черт с нами)                                                         | Олександр Павловський                           | 1991 | Одеська кіновідеостудія, СП «Совхаліж» |
| Капітан Крокус і Таємниця маленьких змовників                                         | Володимир Онищенко                              | 1991 | Всесоюзний центр кіно і телебачення для дітей та юнацтва, «Славутич», Київська кіностудія художніх фільмів ім. О. П. Довженка |
| Карпатське золото                                                                     | Віктор Живолуб                                  | 1991 | «Воля-ХХ» (Київ) |
| Козаки йдуть                                                                          | Сергій Омельчук                                 | 1991 | Національно-культурний виробничий центр «Рось», Київське НВО «Цукробуряки», Шосткінське ВО «Свема» |
| Кому вгору, кому вниз                                                                 | Станіслав Клименко                              | 1991 | Національно-культурний виробничий центр «Рось» |
| Кров за кров (Кровь за кровь)                                                         | Юрій Колчеєв                                    | 1991 | ВТО «Одеса» |
| Круїз, або Розлучна подорож (Круиз или разводное путешествие)                         | Оксана Байрак                                   | 1991 | «НЕП-фільм» (Київ) |
| Кур'єр на схід (Курьер на восток)                                                     | Олександр Басати, Мурат Джусойти                | 1991 | «ФБ-33» (Одеса) |
| Любов. Смертельна гра... (Любовь. Смертельная игра...)                                | Сергій Ашкеназі                                 | 1991 | Одеська кіновідеостудія нового типу |
| Людина в зеленому кімоно (Человек в зеленом кимоно)                                   | Тамерлан Каргаєв, Борис Кантемиров              | 1991 | Одеська кіновідеостудія, Спортивний кооператив «Скіф-Іппон» |
| Медовий місяць                                                                        | Сергій Іванов                                   | 1991 | Інтернаціональний молодіжний клуб мистецтв «Панорама» (Київ) |
| Миленький ти мій... (Миленький ты мой...)                                             | Тимур Золоєв                                    | 1991 | Філіал СП «АСК» в місті Києві, МП «Бізнес-АСК» (Київ) |
| Моя сусідка                                                                           | Клим Чимідов                                    | 1991 | Одеська кіностудія художніх фільмів |
| Нам дзвони не грали, коли ми вмирали                                                  | Микола Федюк                                    | 1991 | Галичина-фільм |
| Небезпечна жінка (Опасная женщина)                                                    | Олесандр Гранатов                               | 1991 | "Irka-film", "Альянс-фильм". |
| Ніагара (Ниагара)                                                                     | Олександр Візир                                 | 1991 | Київська кіностудія художніх фільмів ім. О. П. Довженка |
| Оголена в капелюсі (Обнаженная в шляпе)                                               | Олександр Полинніков                            | 1991 | Студія «Аура» (Одеса) |
| Одіссея капітана Блада (Одиссея капитана Блада)                                       | Андрій Праченко                                 | 1991 | Ялта-фільм, СФП (Франція), Кіностудія імені Горького (Росія) |
| Особиста зброя (Личное оружие)                                                        | Анатолій Буковський                             | 1991 | Київська кіностудія художніх фільмів ім. О. П. Довженка, Союзтелефільм (Росія) |
| Останній бункер                                                                       | Вадим Іллєнко                                   | 1991 | ВТО «Фест-Земля» (Київ) |
| Охоронець (Телохранитель)                                                             | Анатолій Іванов                                 | 1991 | Київська кіностудія художніх фільмів ім. О. П. Довженка, ВТО «Пирамида-Менатеп» (Росія) |
| Подарунок на іменини                                                                  | Леонід Осика                                    | 1991 | Київська кіностудія художніх фільмів ім. О. П. Довженка |
| Полтергейст-90                                                                        | Владислав Сємєрнін, Борис Загряжський           | 1991 | ТПО «Студия Странник» (Одеса) |
| Постскриптум                                                                          | Валентин Войко                                  | 1991 | Київська кіностудія художніх фільмів ім. О. П. Довженка |
| Поцілунок здаля (Воздушный поцелуй)                                                   | Абай Карпыков                                   | 1991 | «Студия XXL» |
| Прокинутися у Шанхаї (Проснуться в Шанхае)                                            | Микола Сєднєв                                   | 1991 | «Флора», ТО «Дебют» (Одеса), ЮЗО ЦЕДІСІ АН СРСР |
| Прорив (Прорыв)                                                                       | Євген Шерстобитов                               | 1991 | «Кінематографіст» (Київ) |
| Пустеля (Пустыня)                                                                     | Михайло Кац                                     | 1991 | ТО «Одіссей» (Одеса), «Дягилев-Центр» (Росія), «Держтелефильм СРСР» |
| Снайпер                                                                               | Бенкендорф Андрій Олександрович                 | 1991 | Київська кіностудія художніх фільмів ім. О. П. Довженка, НВО «Скиф» (Росія) |
| Танго смерті                                                                          | Олександр Муратов                               | 1991 | Національно-культурний виробничий центр «Рось» |
| Тримайся, козаче!                                                                     | Віктор Семанів                                  | 1991 | Київська кіностудія художніх фільмів ім. О. П. Довженка, третє творче об'єднання "Земля". |
| Убити «Шакала»                                                                        | Григорій Кохан                                  | 1991 | Кіностудія «Київ — АСК» |
| Фанданго для мавпочки                                                                 | Олександр Бурко                                 | 1991 | ВТО «Одеса» |
| Феофанія, яка малює смерть (Феофания, рисующая смерть / the Clearing)                 | Владімір Алєніков                               | 1991 | «Kodiak Films» (США), «Babylon Production» (Вавилон), (Odessa Studios) Одеська кіностудія художніх фільмів. |
| Чудо в краю забуття                                                                   | Наталя Мотузко                                  | 1991 | Одеська кіностудія на замовлення Міністерства культури УРСР. |
| Чортів п'яниця (Чертов пьяница)                                                       | Юрій Манусов                                    | 1991 | ТО «Грааль», при участі Одеської кіностудії. Спонсор фільму фірма "Досуг" (Набережні Челни). |
| 1991 телефільми                                                                       |                                                 |      | |
| Вікно навпроти                                                                        | Едуард Дмитрієв                                 | 1991 | Укртелефільм |
| Вірний Руслан (Історія вартового собаки)                                              | Володимир Хмельницький                          | 1991 | ВТО «Фест-Земля», Український фонд культури, СВЕА-СОВ (Швеція) |
| Гріх                                                                                  | Олег Бійма                                      | 1991 | Укртелефільм |
| За часів Гайхан-бея                                                                   | Юрій Суярко                                     | 1991 | Укртелефільм |
| Киценька (Кошечка)                                                                    | Віктор Василенко                                | 1991 | Укртелефільм, ВТО «Либідь» |
| Мина Мазайло                                                                          | Сергій Проскурня                                | 1991 | Укртелефільм |
| Народний Малахій                                                                      | Ростислав Синько                                | 1991 | Укртелефільм |
| Павло Полуботок                                                                       | Ф. Стригун                                      | 1991 | Укртелефільм, Львівська студія телебачення, Львівський академічний драматичний театр ім.М.Заньковецької |
|                                                                                       |                                                 |      | |
| 1992                                                                                  |                                                 |      | |
| Америкен бой                                                                          | Борис Квашньов                                  | 1992 | Укртелефільм, ВТО «Либідь», «Унівекс» |
| Вбивство в Саншайн-Менор ("Убийство в Саншайн-Менор")                                 | Борис Небієрідзе                                | 1992 | Ялта-фільм, «Кинком» (Росія) |
| Болеро, або провінційна мелодрама                                                     | Михайло Безчастнов                              | 1992 | Фірма «Дзеркало» (Одеса) |
| Викрадення Європи                                                                     | Мурат Джусоєв                                   | 1992 | ТО «Одеса» (Одеса) |
| Вишневі ночі                                                                          | Аркадій Микульський                             | 1992 | Національно-культурний виробничий центр «Рось» |
| Вінчання зі смертю                                                                    | Микола Мащенко                                  | 1992 | Київська кіностудія художніх фільмів ім. О. П. Довженка, Студія «XXI вік» |
| В тій царині небес...                                                                 | Ігор Черницький                                 | 1992 | Кінофірма «Славута» (Київ), за участі Волгоградського тракторного заводу |
| В тумані                                                                              | Сергій Лінков                                   | 1992 | Одеська кіностудія художніх фільмів |
| Голос трави                                                                           | Наталя Мотузко                                  | 1992 | Одеська кіностудія художніх фільмів |
| Господи, прости нас грішних!                                                          | Артур Войтецький                                | 1992 | Київська кіностудія художніх фільмів ім. О. П. Довженка |
| Гра всерйоз (Игра всерьёз)                                                            | Анатолій Іванов                                 | 1992 | ВТЦ «Ирен» (Росія), Київська кіностудія ім. О.П.Довженка, об'єднання "Радуга". |
| Градус чорного Місяця                                                                 | Наталія Кіракозова                              | 1992 | Київська кіностудія художніх фільмів ім. О. П. Довженка, ТО «Дебют» |
| Гроза над Руссю                                                                       | Олексій Салтиков                                | 1992 | Виробничий кооператив «Гласність-5» (Харків) |
| Дафніс і Хлоя                                                                         | Юрій Кузьменко                                  | 1992 | Одеське відділення ТОВ «Странник» |
| Дитина до листопаду                                                                   | Олександр Павловський                           | 1992 | Одеська кіностудія художніх фільмів, ВТО «Аркадія» |
| Для домашнього огнища / Для сімейного огнища                                          | Борис Савченко                                  | 1992 | Київська кіностудія художніх фільмів ім. О. П. Довженка |
| Дорога нікуди                                                                         | Олександр Муратов                               | 1992 | Київська кіностудія художніх фільмів ім. О. П. Довженка |
| Екстрасенс                                                                            | Генадій Глаголєв                                | 1991 | Одеська кіностудія художніх фільмів, «ФБ-33» |
| Ескадрон                                                                              | Юліуш Махульський                               | 1992 | ВТО «Аркадія» (Одеса), студія «Зебра» (Польща) |
| Жах                                                                                   | Юрій Суярко                                     | 1992 | Укртелефільм |
| Заради Натуся                                                                         | Юрій Суярко                                     | 1992 | Укртелефільм |
| Зловісна доля                                                                         | Юрій Суярко                                     | 1992 | Укртелефільм |
| Іван та кобила                                                                        | Володимир Фесенко                               | 1992 | Національно-культурний виробничий центр «Рось» |
| Ідеальна пара                                                                         | Олександр Полинніков                            | 1992 | Студія «Аура» (Одеса), фірма «МИКО» (Санкт-Петербург) |
| Київські прохачі                                                                      | Ростислав Синько                                | 1992 | Укртелефільм |
| Кисневий голод                                                                        | Андрій Дончик                                   | 1992 | Кобза Інтернейшнл Корпорейшн (Канада), СП «Кобза» (Україна, Канада), рибоколгосп «Перемога» |
| Кульгаві увійдуть перші                                                               | Михайло Кац                                     | 1992 | Кіностудія «Експеримент» (Одеса) |
| Лавка «Рубінчик і...»                                                                 | Юрій Садомський                                 | 1992 | ВТО «Одеса» |
| Людина К.                                                                             | Сергій Рахманін (кінорежисер)                   | 1992 | ВТО «Одеса» під егідою «Норд-банку» |
| Людське щастя                                                                         | Сергій Дудка                                    | 1992 | Укртелефільм |
| Мелодрама із замахом на вбивство                                                      | Микола Малецький                                | 1992 | Київська кіностудія художніх фільмів ім. О. П. Довженка, ТО «Экран», Київський комерційний центр «Промінь» |
| Мертві без поховання, або полювання на пацюків                                        | Ігор Апасян                                     | 1992 | Кіностудія «ТОР» фірми «ТІРС» (Одеса) |
| Натурник                                                                              | Віктор Василенко                                | 1992 | Укртелефільм |
| Не відлітай, землянин                                                                 | Дмитро Костроменко                              | 1992 | ВТО «Одісей» (Одеса), «Союзтелефильм» (Росія) |
| Ну, ти й відьма...                                                                    | Едуард Дмитрієв                                 | 1992 | Укртелефільм |
| Обітниця                                                                              | Василь Ілляшенко                                | 1992 | Київська кіностудія художніх фільмів ім. О. П. Довженка, Кіностудія «XXI вік» |
| Павутиння                                                                             | Олександр Амелін                                | 1992 | ВТО «Одісей» (Одеса) |
| Пам'ятай / Ізгой                                                                      | Володимир Савельєв                              | 1992 | ВТО «Фест-Земля», «ССС-Фільмкунст» (Німеччина) |
| Панове артисти ("Господа артисты")                                                    | Васілій Панін                                   | 1992 | Ялта-фільм, "Амерус Энтерпрайсез лтд" (США) |
| Повітряні пірати                                                                      | Дмитро Костроменко                              | 1992 | ВТО «Одеса» (Одеса), «Дума», за участі Одеського судноремонтного заводу № 1 та Одеського кіновідеопрокату |
| По-модньому                                                                           | Юрій Некрасов                                   | 1992 | Укртелефільм |
| Постріл в труні                                                                       | Микола Засєєв-Руденко                           | 1992 | Київська кіностудія художніх фільмів ім. О. П. Довженка, Кіностудія «XXI вік» |
| Просіть, і буде вам / Господи, почуй молитву мою                                      | Наталія Бондарчук                               | 1992 | ВТО Кіностудія «Одіссей», фірма «Виватон», ТВО «Союзтелефильм» (Росія) |
| Птахи невидимого острова                                                              | Є. Захаревич, І. Корнійчук                      | 1992 | Укртелефільм |
| Сезон оголеного серця                                                                 | Олександр Бурко                                 | 1992 | ВТО «Одеса» (Одеса) |
| Серця трьох                                                                           | Володимир Попков                                | 1992 | Київська кіностудія художніх фільмів ім. О. П. Довженка, Ялтинська кіностудія |
| Сільські бувальщини                                                                   | Юрій Некрасов                                   | 1992 | Укртелефільм |
| Сім сорок                                                                             | Олександр Єремєєв                               | 1992 | Кіностудія «ТОР», «ТІРС» (Одеса) |
| Спочатку було слово                                                                   | Юрій Соломін                                    | 1992 | Одеська кіностудія художніх фільмів, ВТО «Грааль» (Одеса), Російського Національного банку, АО «Торрас» |
| Таємниця вілли                                                                        | Юрій Жариков                                    | 1992 | Студія «XXI вік» |
| Угорська медея                                                                        | В. Зінченко                                     | 1992 | Укртелефільм |
| Фатальні діаманти                                                                     | Борис Небієрідзе                                | 1992 | Укртелефільм, ВТО «Либідь» |
| Хочу вашого чоловіка                                                                  | Сергій Никоненко                                | 1992 | Одеська кіностудія художніх фільмів, ВТО «Аркадія» |
| Цвітіння кульбаби                                                                     | Олександр Ігнатуша                              | 1992 | Київська кіностудія художніх фільмів ім. О. П. Довженка |
| Ціна голови (Цена головы)                                                             | Микола Ільїнський                               | 1992 | Київська кіностудія художніх фільмів ім. О. П. Довженка, НВО «Скиф» (Росія) . Творче обэднання "Радуга". |
| Час Ікс                                                                               | Олександр Бурцев                                | 1992 | Одеська кіностудія художніх фільмів |
| Ченч                                                                                  | Роман Гай                                       | 1992 | «Аспарк-фільм» (Одеса) |
| Чотири листи фанери                                                                   | Сайдо Курбанов, Іван Гаврилюк.                  | 1992 | Кіно-відео фірма "Воля-ХХ"(Київ) |
| Чутливий міліціонер                                                                   | Кіра Муратова                                   | 1992 | «Прімодеса-фільм» (Одеса), «Парамедиа» (Москва) |
| Щоб на нас напали гроші                                                               | Ігор Козлов-Петровський                         | 1992 | Студія «Юг-фільм» (Одеса) |
| 1993                                                                                  |                                                 |      | |
| Браві хлопці                                                                          | Микола Засєєв-Руденко                           | 1993 | Київська кіностудія художніх фільмів ім. О. П. Довженка, «Імпекс група» Лімітед Компані Корпорейшн |
| Вперед, за скарбами гетьмана!                                                         | Вадим Кастеллі                                  | 1993 | Київська кіностудія художніх фільмів ім. О. П. Довженка, «Фест-Земля», Омнісфера Юкрейн Інвестментс (США) |
| Гетьманські клейноди                                                                  | Леонід Осика                                    | 1993 | Київська кіностудія художніх фільмів ім. О. П. Довженка |
| Грішниця в масці                                                                      | Світлана Ільїнська                              | 1993 | Київська кіностудія художніх фільмів ім. О. П. Довженка |
| Дика любов                                                                            | Віллен Новак                                    | 1993 | Одеська кіностудія художніх фільмів |
| Духи пекла                                                                            | Юрій Музика                                     | 1993 | «Каскадер-фільм» |
| Євреї будьмо!                                                                         | Віктор Василенко                                | 1992 | Укртелефільм, Студія «Золоті ворота», МП «Партнер» |
| Єлисейські поля                                                                       | Олексій Левченко                                | 1993 | Київська кіностудія художніх фільмів ім. О. П. Довженка, Студія «Ч» |
| Запах осені                                                                           | Віктор Ноздрюхін-Заболотний                     | 1993 | Кінофірма «ЕДФ» |
| Заручники страху                                                                      | Олександр Візир                                 | 1993 | Київська кіностудія художніх фільмів ім. О. П. Довженка, Студія «Ч», підтримка «Лісбанку» |
| Захоплення                                                                            | Кіра Муратова                                   | 1993 | Одеська кіновідеостудія (Україна), РТВ «Нікола-фільм» (Росія) |
| Зефір в шоколаді                                                                      | Олександр Павловський                           | 1993 | ВТО «АВА» (Одеса) |
| Змова скурлатаїв                                                                      | Володимир Поздняков                             | 1993 | «Флора» (Одеса) |
| Золоте курча                                                                          | Володимир Крайнєв                               | 1993 | Кінофірма «Славута» (Київ) |
| Золото партії                                                                         | Анатолій Іванов                                 | 1993 | Київська кіностудія художніх фільмів ім. О. П. Довженка, «Імпекс група» Лімітед Компані Корпорейшн |
| Інший / Другий                                                                        | Сергій Рахманін                                 | 1993 | ВТО «Кона-прим». «Норд-Банк» (Одеса) |
| Кайдашева сім'я                                                                       | Володимир Городько                              | 1993 | Консорціум «Козак» |
| Кумпарсіта                                                                            | Олександр Полинніков                            | 1993 | Студія «Аура» (Одеса), фірма «МИКО» (Санкт-Петербург) |
| Ленін у вогненному кільці                                                             | Микола Літус                                    | 1993 | Художньо-творче об'єднання письменників і кінематографістів «Істина» |
| Ніч питань                                                                            | Тетяна Магар                                    | 1993 | Фірма «Конвет» |
| Оплачено завчасно...                                                                  | Оксана Байрак                                   | 1993 | Кінокомпанія «НЕП-фільм ЛТД» |
| Очікуючи вантаж на рейді Фучжоу біля пагоди / Фучжоу                                  | Михайло Іллєнко                                 | 1993 | Київська кіностудія художніх фільмів ім. О. П. Довженка |
| По прямій                                                                             | Сергій Чліянц                                   | 1993 | ВТО «Одісей» (Одеса) |
| Пристрасті за Анжелікою                                                               | Олександр Полинніков                            | 1992 | Студія «Аура» (Одеса), фірма «МИКО» (Санкт-Петербург) |
| Про шалене кохання, снайпера і космонавта ("О безумной любви, снайпере и космонавте") | Дмитро Томашпольський                           | 1992 | АТ «Альянс-Концерн», Студія «Арій» (Київ) |
| Саммертайм                                                                            | Сергій Стасенко                                 | 1993 | ВТО «Одісей» (Одеса) |
| Секретний ешелон                                                                      | Ярослав Лупій                                   | 1993 | Кіновідеостудія «Благовест», на замовлення Державного фонду кінематографії України, за участі підприємства «Аполь», при сприянні кінокомбінату «Одеса-фільм» |
| Серця трьох – 2                                                                       | Володимир Попков                                | 1992 | Київська кіностудія художніх фільмів ім. О. П. Довженка, Ялтинська кіностудія, Гільдія художників кіно України |
| Спосіб вбивства                                                                       | Олег Гойда                                      | 1993 | Київська кіностудія художніх фільмів ім. О. П. Довженка, Студія «Ч» |
| Стамбульський транзит                                                                 | Григорій Кохан                                  | 1993 | Київська кіностудія художніх фільмів ім. О. П. Довженка, Студія «Ч» |
| Сторонній / Жирафа                                                                    | Володимир Клімов                                | 1993 | «Мустанг» |
| Тарганячі перегони                                                                    | Роман Гай                                       | 1993 | ВПО «Прометей» воїнів-інтернаціоналістів (Одеса) |
| У пошуках мільйонерки                                                                 | Володимир Артеменко                             | 1993 | «Укркінохроніка», Київський театр сатири |
| Формула екстазу                                                                       | Ігор Козлов-Петровський                         | 1993 | Студія «Юг-фільм» (Одеса) |
| Чоловіча компанія                                                                     | Андрій Ростоцький                               | 1993 | Телекомпанія «Тоніс» (Київ), ПКП «Інтерком» |
| Я люблю                                                                               | Олександр Черних                                | 1993 | Фірма «Аліна», ТО «Экран», ТРК «Останкино» (Росія) |
| Я сама                                                                                | Ігор Максимчук                                  | 1993 | ВТО «Одісей», «Догма» (Одеса) |
| 1994                                                                                  |                                                 |      | |
| Афганець-2                                                                            | Володимир Мазур                                 | 1994 | Українська спілка ветеранів Афганістану, МП «Червона Рута», Банк «Аваль» |
| Веселенька поїздка                                                                    | Борис Небієрідзе                                | 1994 | ТОНАП, «Ялта-фильм», РОСТО (Росія) |
| Викуп                                                                                 | Володимир Балкашинов                            | 1994 | Телекомпанія «Тана-ТВ», «Норд-Банк», «Прімодеса-фільм» |
| В'язниця                                                                              | Оксана Абдулаєва                                | 1994 | Студія «Панорама» |
| Геть сором!                                                                           | Олександр Муратов                               | 1994 | Київська кіностудія художніх фільмів ім. О. П. Довженка |
| Декілька любовних історій                                                             | Бенкендорф Андрій Олександрович                 | 1994 | Київська кіностудія художніх фільмів ім. О. П. Довженка, фірма «Seelex» |
| Дорога на Січ                                                                         | Сергій Омельчук                                 | 1994 | Київська кіностудія художніх фільмів ім. О. П. Довженка, МП «Строукс» |
| Жорстока фантазія                                                                     | Олена Дем'яненко                                | 1994 | Ліга-Д (Україна), за участі фірми «Кінорама» (Литва) |
| Записки кирпатого Мефістофеля                                                         | Юрій Ляшенко                                    | 1994 | Київська кіностудія художніх фільмів ім. О. П. Довженка |
| Імперія піратів                                                                       | Григор Гардушян                                 | 1994 | Кіностудія «Ялта-фильм», Російсько-Британська творча Асоціація «Іст-Вест», Глядацький центр «Золотий дюк» |
| Людина з команди «Альфа»                                                              | Небієрідзе Борис Костянтинович                  | 1994 | Укртелефільм, ВТО «Либідь» |
| Мсьє Робіна                                                                           | Олександр Бурко                                 | 1994 | «Беседер» (Одеса) |
| Народжені від бога / Народжені вище                                                   | Микола Кошелєв                                  | 1994 | Одеська кіновідеостудія |
| Притча                                                                                | Василь Ілляшенко                                | 1994 | Київська кіностудія художніх фільмів ім. О. П. Довженка |
| П'ятий кут                                                                            | Ігор Козлов-Петровський, Олександр Морєв        | 1994 | Фірма «Юг-фільм» (Одеса) |
| Співачка Жозефіна й Мишачий Народ                                                     | Сергій Маслобойщиков                            | 1994 | Київська кіностудія художніх фільмів ім. О. П. Довженка, «Інновв-фільм» (Німеччина) |
| Тигролови                                                                             | Ростислав Синько                                | 1994 | Укртелефільм |
| Тринь-бринь                                                                           | Радомир Василевський                            | 1994 | Одеська кіновідеостудія |
| Чоловік легкої поведінки                                                              | Олександр Полинніков                            | 1994 | ВТО «Одеса», фірма «МИКО» (Санкт-Петербург) |
| Шамара                                                                                | Наталія Андрійченко                             | 1994 | Київська кіностудія художніх фільмів ім. О. П. Довженка |
| 1995                                                                                  |                                                 |      | |
| Атентат — Осіннє вбивство у Мюнхені                                                   | Олесь Янчук                                     | 1995 | Київська кіностудія художніх фільмів ім. О. П. Довженка, Студія «Олесь-фільм», Український Конгресовий комітет Америки |
| Будемо жити                                                                           | Дмитро Томашпольський                           | 1995 | Кінокомпанія «Діти Мельєса» (Київ) |
| Геллі і Нок                                                                           | Вадим Іллєнко                                   | 1995 | Київська кіностудія художніх фільмів ім. О. П. Довженка, кіностудія «Ялта-фильм» |
| Двійник                                                                               | Олексій Майстренко, Артур Гураль                | 1995 | Київська кіностудія художніх фільмів ім. О. П. Довженка, кінокомпанія «Трюк майстер», кінокомпанія «Трюк», ТО «Майстер» |
| Ісус, син Бога живого                                                                 | Федір Стригун                                   | 1995 | Галичина-фільм |
| Краще бути вродливою і багатою                                                        | Фелікс Байон, Валентина Коблюк                  | 1995 | Укртелефільм, «Манфред-фільм» (Німеччина), «Діалог-фільм» (Угорщина), студія «ДОМ» (Польща), Польське телебачення |
| Москаль-чарівник                                                                      | Микола Засєєв-Руденко                           | 1995 | Київська кіностудія художніх фільмів ім. О. П. Довженка |
| Наліт                                                                                 | Ігор Шевченко                                   | 1995 | Кінокомпанія «Оріон», ВТО «Одеса» |
| Обережно! Червона ртуть                                                               | Анатолій Іванов                                 | 1995 | Київська кіностудія художніх фільмів ім. О. П. Довженка |
| Об'єкт «Джей»                                                                         | Володимир Онищенко                              | 1995 | Укртелефільм, Тана-ТВ (Україна), «Кармен» (Росія) |
| Партитура на могильному камені                                                        | Ярослав Лупій                                   | 1995 | Одеська кіновідеостудія, Кіновідеостудія «Благовіст», за сприяння НРЦ «Горн» |
| Поїзд до Брукліна                                                                     | Валерій Федосов                                 | 1995 | Одеська кіновідеостудія, Кінофірма «Будущее» (Одеса), «Лингком» (Росія) |
| Наліт                                                                                 | Володимир Балкашинов                            | 1995 | Студія «Панорама», за участі Луганської облдирекції АППБ «Аваль» |
| Страчені світанки                                                                     | Григорій Кохан                                  | 1995 | Київська кіностудія художніх фільмів ім. О. П. Довженка |
| 1996                                                                                  |                                                 |      | |
| Без нашийника                                                                         | Радомир Василевський                            | 1995 | Одеська кіностудія художніх фільмів |
| Вальдшнепи                                                                            | Олександр Муратов                               | 1996 | Київська кіностудія художніх фільмів ім. О. П. Довженка |
| Кайдашева сім'я. Фільм другий                                                         | Володимир Городько                              | 1996 | «Берегиня», Незалежна Кіногромада |
| Операція «Контракт» / Диверсія за контрактом                                          | Тамара Бойко                                    | 1996 | Укртелефільм |
| Judenkreis, або Вічне колесо                                                          | Василь Домбровський                             | 1996 | Київська кіностудія художніх фільмів ім. О. П. Довженка |
| 1997                                                                                  |                                                 |      | |
| Принцеса на бобах                                                                     | Віллен Новак                                    | 1997 | Одеська кіностудія художніх фільмів, студія «Шанс» (Росія), за участі компанії ТВ-Центр (Росія) |
| Приятель небіжчика                                                                    | В'ячеслав Криштофович                           | 1997 | Київська кіностудія художніх фільмів ім. О. П. Довженка |
| Святе сімейство                                                                       | Михайло Бєліков                                 | 1997 | Київська кіностудія художніх фільмів ім. О. П. Довженка |
| Сьомий маршрут                                                                        | Михайло Іллєнко                                 | 1997 | Київська кіностудія художніх фільмів ім. О. П. Довженка |
| Три історії                                                                           | Кіра Муратова                                   | 1997 | Одеська кіностудія художніх фільмів (Україна), НТВ-Профіт (Росія) |
| Хіппініада або материк кохання                                                        | Андрій Бенкендорф                               | 1997 | Київська кіностудія художніх фільмів ім. О. П. Довженка |
| 1998                                                                                  |                                                 |      | |
| Два місяці, три сонця                                                                 | Роман Балаян                                    | 1998 | «Ілюзіон фільмз» (Київ) |
| Дві Юлії                                                                              | Олена Дем'яненко                                | 1998 | Київська кіностудія художніх фільмів ім. О. П. Довженка |
| Тупик / Глухий кут                                                                    | Григорій Кохан                                  | 1998 | Київська кіностудія художніх фільмів ім. О. П. Довженка, «Майстер-Відео» |
| Тяжіння сонця (Вино з кульбабок)                                                      | Ігор Апасян                                     | 1998 | Студія «Одіссей», студія «Гамаюн», ВДТРК «Росія», «Останкино» (Росія) |
| 1999                                                                                  |                                                 |      | |
| Аве Марія                                                                             | Людмила Єфименко                                | 1999 | Київська кіностудія художніх фільмів ім. О. П. Довженка, Міністерство культури і мистецтв України |
| Поет і княжна                                                                         | Станіслав Клименко                              | 1999 | НПО «Джерело», Продюсерська агенція «Зелений пес», за сприяння телекомпанії «Інтер» |
| Усім привіт!                                                                          | Дмитро Томашпольський                           | 1999 | «Гагарін Медіа», Київська кіностудія художніх фільмів ім. О. П. Довженка, ТРК «Київ» |
| Як коваль щастя шукав                                                                 | Радомир Василевський                            | 1999 | Одеська кіностудія художніх фільмів |
| 2000                                                                                  |                                                 |      | |
| Втрачений рай                                                                         | Валерій Рожко                                   | 2000 | Київська кіностудія художніх фільмів ім. О. П. Довженка, «Дарзіні» (Дніпропетровськ) |
| Життя як цирк                                                                         | Євген Шишкін                                    | 2000 | «Sheerar trading Co» (Україна, США) |
| Мийники автомобілів                                                                   | Володимир Тихий                                 | 2000 | Київська кіностудія художніх фільмів ім. О. П. Довженка |
| Нескорений                                                                            | Олесь Янчук                                     | 2000 | Київська кіностудія художніх фільмів ім. О. П. Довженка, Український Конгресовий комітет Америки, «Олесь-фільм», обласна рада Івана-Франківська, Торговий Дім «Галичина» |
| 2001                                                                                  |                                                 |      | |
| Другорядні люди                                                                       | Кіра Муратова                                   | 2001 | Одеська кіностудія художніх фільмів |
| На полі крові                                                                         | Ярослав Лупій                                   | 2001 | Одеська кіностудія художніх фільмів |
| 2002                                                                                  |                                                 |      | |
| Молитва за гетьмана Мазепу                                                            | Юрій Іллєнко                                    | 2002 | Київська кіностудія художніх фільмів ім. О. П. Довженка |
| Шум вітру                                                                             | Сергій Маслобойщиков                            | 2002 | Київська кіностудія художніх фільмів ім. О. П. Довженка |
| Вишивальниця в сутінках                                                               | Микола Седнєв                                   | 2002 | Одеська кіностудія художніх фільмів |
| Чеховські мотиви                                                                      | Кіра Муратова                                   | 2002 | Одеська кіностудія художніх фільмів (Україна)/ Никола-фильм (Росія) |
| Атлантида                                                                             | Олександр Павловський                           | 2002 | Одеська кіностудія художніх фільмів (Україна)/ Фільм-Про (Росія) |
| 2003                                                                                  |                                                 |      | |
| Мамай                                                                                 | Олесь Санін                                     | 2003 | Київська кіностудія художніх фільмів ім. О. П. Довженка, Творче об'єднання Земля, Західно-Європейський інститут, Кіностудія Фрески |
| 2004                                                                                  |                                                 |      | |
| Три мушкетери                                                                         | Тіна Баркалай                                   | 2004 | Київська кіностудія художніх фільмів ім. О. П. Довженка |
| 2005                                                                                  |                                                 |      | |
| Братство                                                                              | Станіслав Клименко                              | 2005 | Київська кіностудія художніх фільмів ім. О. П. Довженка, ВТ Просвіта |
| Секонд хенд                                                                           | Ярослав Лупій                                   | 2005 | Одеська кіностудія художніх фільмів |
| 2006                                                                                  |                                                 |      | |
| Вбивство у зимовій Ялті                                                               | Олександр Муратов                               | 2006 | Київська кіностудія художніх фільмів ім. О. П. Довженка |
| Двоє і війна                                                                          | Віталій Воробйов, Євген Звездаков               | 2006 | Одеська кіностудія художніх фільмів |
| Ефект присутності                                                                     | Леонід Павловський                              | 2006 | Одеська кіностудія художніх фільмів |
| 2007                                                                                  |                                                 |      | |
| Запорожець за Дунаєм                                                                  | Микола Засєєв-Руденко                           | 2007 | Київська кіностудія художніх фільмів ім. О. П. Довженка |
| Корольов                                                                              | Юрій Кара                                       | 2007 | Київська кіностудія художніх фільмів ім. О. П. Довженка (Україна), Мастер (Росія) |
| 2008                                                                                  |                                                 |      | |
| Богдан-Зиновій Хмельницький                                                           | Микола Мащенко                                  | 2008 | Київська кіностудія художніх фільмів ім. О. П. Довженка |
| Богородиця під вікном (Сповідь)                                                       | Василь Ілляшенко                                | 2008 | Київська кіностудія художніх фільмів ім. О. П. Довженка |
| Закон                                                                                 | Віталій Потрух                                  | 2008 | Київська кіностудія художніх фільмів ім. О. П. Довженка |
| Довженко починається, або Сашко-реформатор                                            | Василь Домбровський                             | 2008 | Київська кіностудія художніх фільмів ім. О. П. Довженка |
| Владика Андрей                                                                        | Олесь Янчук                                     | 2008 | Київська кіностудія художніх фільмів ім. О. П. Довженка |
| Біля річки                                                                            | Єва Нейман                                      | 2007 | Одеська кіностудія художніх фільмів |
| Ворожея                                                                               | Ігор Шевченко                                   | 2008 | Одеська кіностудія художніх фільмів |
| Кілечко з бірюзою                                                                     | Олександр Ітигілов                              | 2008 | Одеська кіностудія художніх фільмів |
| Посмішка бога                                                                         | Володимир Алєніков                              | 2008 | Одеська кіностудія художніх фільмів |
| Сапери                                                                                | Борис Щербаков, Василий Щербаков, Виктор Кустов | 2008 | Одеська кіностудія художніх фільмів |
| Стріляй негайно                                                                       | Віллен Новак                                    | 2008 | Одеська кіностудія художніх фільмів |
| Las Meninas                                                                           | Ігор Подольчак                                  | 2008 | MF Films |
| 2009                                                                                  |                                                 |      | |
| День переможених                                                                      | Валерій Ямбурський                              | 2009 | Київська кіностудія художніх фільмів ім. О. П. Довженка |
| Хай Бог розсудить їх...                                                               | Євген Хворостянко                               | 2009 | Київська кіностудія художніх фільмів ім. О. П. Довженка |
| Одного разу я прокинусь                                                               | Марина Кондрат'єва                              | 2009 | Київська кіностудія художніх фільмів ім. О. П. Довженка |
| 2010                                                                                  |                                                 |      | |
| 2011                                                                                  |                                                 |      | |
| Бес Пор No                                                                            | Олександр Шапіро                                | 2011 | |
| 2012                                                                                  |                                                 |      | |
| Гайдамака                                                                             | Роман Синчук                                    | 2012 | Київська кіностудія художніх фільмів ім. О. П. Довженка |
| Гамер                                                                                 | Олег Сєнцов                                     | 2012 | ТОВ «Край Кінема», Держкіно |
| Мамо, я льотчика люблю                                                                | Олександр Ігнатуша                              | 2012 | Київська кіностудія художніх фільмів ім. О. П. Довженка |
| Звичайна справа                                                                       | Валентин Васянович                              | 2012 | |
| ТойХтоПройшовКрізьВогонь                                                              | Михайло Іллєнко                                 | 2012 | |
| Україна. Точка відліку                                                                | Сергій Буковський                               | 2012 | |
| Чемпіони з підворіття                                                                 | Ахтем Сейтаблаєв                                | 2012 | |
| Delirium                                                                              | Ігор Подольчак                                  | 2012 | MF Films |
| 2013                                                                                  |                                                 |      | |
| Брати. Остання сповідь                                                                | Вікторія Трофіменко                             | 2015 | Pronto Film, Держкіно |
| Вічне повернення                                                                      | Кіра Муратова                                   | 2013 | |
| Іван Сила                                                                             | Віктор Андрієнко                                | 2013 | «Інсайтмедіа», Держкіно |
| Креденс                                                                               | Валентин Васянович                              | 2013 | ТОВ «Гармата фільм продакшн», Держкіно |
| Ломбард                                                                               | Любомир Левицький                               | 2013 | ТОВ «Кінофабрика», Держкіно |
| Лука (Діамантовий хрест, Святитель-хірург)                                            | Сергій Маслобойщиков, О. Пархоменко             | 2013 | ТОВ «Патріот-Фільм», Держкіно |
| Не хочу помирати                                                                      | Аліса Павловська                                | 2013 | |
| Параджанов                                                                            | Серж Аведікян, Олена Фетісова                   | 2013 | ПП «Інтерфільм», Держкіно |
| Побачення наосліп                                                                     | Леван Когуашвілі                                | 2013 | |
| Синевир                                                                               | Олександр Альошечкін, В'ячеслав Альошечкін      | 2013 | InQ Production Studio |
| Такі красиві люди                                                                     | Дмитро Мойсеєв                                  | 2013 | Київська кіностудія художніх фільмів ім. О. П. Довженка, Держкіно |
| Ти мене кохаєш?                                                                       | Дмитро Мойсеєв, Юлія Курбатова                  | 2013 | |
| 2014                                                                                  |                                                 |      | |
| F63.9 Хвороба кохання                                                                 | Дмитро Томашпольський, Олена Дем'яненко         | 2014 | «Гагарін Медіа», Simposiom, «Партнер», Держкіно |
| Апарт                                                                                 | Олександр Шапіро                                | 2014 | |
| Бабай                                                                                 | Марина Медвідь                                  | 2014 | |
| Зелена кофта                                                                          | Володимир Тихий                                 | 2014 | «Артхаус Трафік», Держкіно |
| Київський торт                                                                        | Олексій Шапарев                                 | 2014 | Ukrainian Film Distribution |
| Люби мене                                                                             | Марія Ер Горбач, Мехмет Бахадир Ер              | 2014 | Protim Video Production, ТОВ «Татофільм», Держкіно |
| Моя русалка, моя Лореляй                                                              | Нана Джорджадзе                                 | 2014 | Міністерство культури Російської Федерації, «Хронограф», «Вікторія», Перше творче об'єднання |
| Плем'я                                                                                | Мирослав Слабошпицький                          | 2014 | «Артхаус Трафік», Держкіно |
| Поводир                                                                               | Олесь Санін                                     | 2014 | Pronto Film, Держкіно |
| Політ золотої мушки                                                                   | Іван Кравчишин                                  | 2014 | «Трембіта-кіно», Держкіно |
| Самотній за контрактом                                                                | Євген Матвієнко                                 | 2014 | Film.UA, «Новий канал» |
| Трубач                                                                                | Анатолій Матешко                                | 2014 | «УкрКіно», Держкіно |
| Це я                                                                                  | Анна Акулевич                                   | 2014 | Contakt Film Studio, «Президент фільм Україна», Держкіно |
| 2015                                                                                  |                                                 |      | |
| Z Джок                                                                                | Олексій Залевський                              | 2015 | |
| Гетьман                                                                               | Валерій Ямбурський                              | 2015 | |
| Жучок                                                                                 | Алла Пасікова, Андрій Ржанов                    | 2015 | |
| Загублене місто                                                                       | Віталій Потрух                                  | 2015 | Київська кіностудія художніх фільмів ім. О. П. Довженка,Держкіно" |
| Незламна                                                                              | Сергій Мокрицький                               | 2015 | «Кінороб», «Новые люди», Держкіно |
| Під електричними хмарами                                                              | Олексій Герман мол.                             | 2015 | Метра Фільмз, Лінкед Філмз,Держкіно |
| Пісня пісень                                                                          | Єва Нейман                                      | 2015 | 1+1 Production |
| Полон                                                                                 | Анатолій Матешко                                | 2015 | Oleksandr Itygilov & Anton Sladkevych productions |
| По той бік                                                                            | Олександр Литвиненко                            | 2015 | S13 Lytvynenko Films |
| Смертельно живий                                                                      | Максим Стецков                                  | 2015 | |
| Тепер я буду любити тебе                                                              | Роман Ширман                                    | 2015 | «Інтерфільм», Artizm Ltd, Держкіно |
| Чарівні історії. Еліксир доброти                                                      | Лілія Солдатенко                                | 2015 | Carrot Cake Studio |
| 2016                                                                                  |                                                 |      | |
| #Futureinthepast                                                                      | Олександр Шапіро                                | 2016 | |
| SelfieParty                                                                           | Любомир Левицький                               | 2016 | «Vitamin Film Studio», «Solar Media» |
| Блакитна сукня                                                                        | Ігор Мінаєв                                     | 2016 | «Тремпель Фільмз» |
| Бременські розбишаки                                                                  | Олексій Лук'янчіков, Святослав Ушаков           | 2016 | «Стар Медіа Дистрибьюшн», «Централ Партнершип» |
| Вісім                                                                                 | Олександр Шапіро                                | 2016 | |
| Гніздо горлиці                                                                        | Тарас Ткаченко                                  | 2016 | «ІнсайтМедіа», 4Rooms, Держкіно |
| Жива                                                                                  | Тарас Химич                                     | 2016 | «Invert Pictures» |
| Конкурсант. Смертоносне шоу                                                           | Олександр Бєляк                                 | 2016 | «Vait films» |
| Микита Кожум'яка                                                                      | Манук Депоян                                    | 2016 | «Panama Grand Prix», Держкіно |
| Ніч святого Валентина                                                                 | Володимир Лерт                                  | 2016 | «Паноптикум», «Tauras Films Ukraine» |
| Моя бабуся Фані Каплан                                                                | Олена Дем'яненко                                | 2016 | «Гагарін Медіа», Держкіно |
| Осінні спогади                                                                        | Алі Фахр Мусаві                                 | 2016 | «Wilhelm Creative Center» |
| Слуга народу 2                                                                        | Олексій Кирющенко                               | 2016 | «Студія Квартал-95» |
| Чунгул                                                                                | Олександр Альошечкін, В'ячеслав Альошечкін      | 2016 | «Neo Planet» |
| Я з тобою                                                                             | Олег Туранський                                 | 2016 | «Sister's production» |
| Якби ж то                                                                             | Олег Туранський                                 | 2016 | «Star Media» |
| 2017                                                                                  |                                                 |      | |
| Інфоголік                                                                             | Валентин Шпаков, Владислав Климчук              | 2017 | «НЛО TV», «Мамахохотала», «Idea Production» |
| DZIDZIO Контрабас                                                                     | Олег Борщевський                                | 2017 | «Solar Media Entertainment» |
| Ізі                                                                                   | Андреа Маньяні                                  | 2017 | Fresh Production, Держкіно, Bartleby Film, Pilgrim Film (Італія) |
| Брама                                                                                 | Володимир Тихий                                 | 2017 | «Директорія Кіно», Держкіно |
| Іній                                                                                  | Шарунас Бартас                                  | 2017 | «Інсайт Медіа», Tatofilm, Studija Kinema, KinoElektron, Donten & Lacroix Films, Держкіно |
| Казка про гроші                                                                       | Олеся Моргунець                                 | 2018 | Національна кіностудія художніх фільмів ім. О. П. Довженка |
| Казка старого мельника                                                                | Олександр Ітигілов                              | 2017 | ТОВ «Євромедія Компані», Держкіно |
| Кіборги                                                                               | Ахтем Сеїтаблаєв                                | 2017 | «Ідас філм», Держкіно |
| Межа                                                                                  | Петер Беб'як                                    | 2017 | ТОВ «Гарнет Інтернешнл Медіа Груп»" (Україна), Держкіно, Wandal RTVS HomeMedia (Словаччина) |
| Мир вашому дому!                                                                      | Володимир Лерт                                  | 2017 | ТОВ «Лєрт Карновський», Держкіно |
| Мислителі                                                                             | Вінсент Меттель                                 | 2017 | Гільдія незалежного кіно України (ГНКУ) |
| Зрадник                                                                               | Марк Гаммонд                                    | 2017 | «Інсайт-Медіа», «Prim-Plan Studio», «Temple Film», Держкіно |
| Правило бою                                                                           | Олексій Шапарєв                                 | 2017 | «Good Morning Film», «Garnet International Media Group» |
| Припутні                                                                              | Аркадій Непиталюк                               | 2017 | «Star Media», Держкіно |
| П'ята терапія                                                                         | Аліса Павловська                                | 2017 | «Трумен продакшн» |
| Рівень чорного                                                                        | Валентин Васянович                              | 2017 | «Garmata Film» |
| Ржака                                                                                 | Дмитро Томашпольський                           | 2017 | «Гагарін Медіа», Держкіно |
| Січень — березень                                                                     | Юрій Речинський                                 | 2017 | «Пронто Фільм» (Україна), Держкіно, Novotny & Novotny Filmproduktion, Ulrich Zeidl Filmproduktion (Австрія) |
| Сторожова застава                                                                     | Юрій Ковальов                                   | 2017 | Студія «Кінороб», Film.ua Group, Держкіно |
| Стрімголов                                                                            | Марина Степанська                               | 2017 | «Інсайт-Медіа», «Татофільм», Держкіно |
| Тарас. Повернення                                                                     | Олександр Денисенко                             | 2017 | ТОВ «ІнсайтМедіа», Держкіно |
| Урок Магії                                                                            | Лілія Солдатенко                                | 2017 | Carrot Cake Studio |
| Час хризантем                                                                         | Дмитро Мойсеєв                                  | 2017 | «Їжак-фільм» |
| Червоний                                                                              | Заза Буадзе                                     | 2017 | «Інсайт-Медіа», Одеська кіностудія, Держкіно, ARTBOX (Литва) |
| Чужа молитва                                                                          | Ахтем Сеїтаблаєв                                | 2017 | «Ідас фільм», Держкіно |
| 2018                                                                                  |                                                 |      | |
| 20/20 Безлюдна країна                                                                 | Корній Грицюк                                   | 2018 | |
| DZIDZIO Перший раз                                                                    | Михайло Хома, Тарас Дронь                       | 2018 | «Dzidziofilm» |
| Ecce Homo                                                                             | Ганка Тертяк                                    | 2018 | «Gankafilm» |
| Бобот                                                                                 | Максим Ксьонда                                  | 2018 | «М.Д.С. ЛТД», Держкіно |
| Викрадена принцеса: Руслан і Людмила                                                  | Олег Маламуж                                    | 2018 | «Animagrad», Держкіно |
| Вулкан                                                                                | Роман Бондарчук                                 | 2018 | «Татофільм», Держкіно |
| Герой мого часу                                                                       | Антоніна Ноябрьова                              | 2018 | Держкіно |
| Гірська жінка: на війні                                                               | Бенедикт Ерлінґссон                             | 2018 | «Solar Media Entertainment», Держкіно, Slot Machine, Gulldrengurinn (Ісландія) |
| Груднева казка, або Пригоди С. Миколая                                                | Семен Горов                                     | 2018 | «Big Hand Films», Держкіно |
| Дике поле                                                                             | Ярослав Лодигін                                 | 2018 | «Limelite», «Film Brut» |
| Донбас                                                                                | Сергій Лозниця                                  | 2018 | «Arthouse Traffic», Держкіно, Ma.ja.de. Fiction (Німеччина), JBA Production (Франція), Granite Film, Wild at Art (Нідерланди), Digital Cube (Румунія) |
| Ефір                                                                                  | Кшиштоф Зануссі                                 | 2019 | «Інтерфільм», Держкіно |
| Король Данило                                                                         | Тарас Химич                                     | 2018 | «INVERT Pictures» |
| Коли падають дерева                                                                   | Марися Нікітюк                                  | 2018 | «Директорія Кіно», Message FIlm, Fokus In, «Solar Media Entertainment», Держкіно |
| Легенда Карпат                                                                        | Сергій Скобун                                   | 2018 | «Magnat Media» «Imprinting Emotions» «Coffeepost» |
| Лиса гора                                                                             | Роман Перфільєв                                 | 2018 | Mediacont |
| Одеський підкидько                                                                    | Георгій Делієв                                  | 2018 | |
| Позивний Бандерас                                                                     | Заза Буадзе                                     | 2018 | «Три-я-да Продакшн», Держкіно |
| Порно з вбивством                                                                     | Дамір Єналієв                                   | 2018 | « Rain Poncho Film» |
| Свінгери                                                                              | Андрейс Екіс                                    | 2018 | «F Films» |
| Секс і нічого особистого                                                              | Ольга Ряшина                                    | 2018 | «Стар медіа» |
| Скажене весілля                                                                       | Влад Дикий                                      | 2018 | «Film.ua», «Прототип продакшн», Держкіно |
| Сотка                                                                                 | Олександр Бєляк                                 | 2018 | «VAIT FILMS» |
| Таємний щоденник Симона Петлюри                                                       | Олесь Янчук                                     | 2018 | Київська кіностудія художніх фільмів ім. О. П. Довженка, Держкіно |
| Тера                                                                                  | Нікон Романченко                                | 2018 | ТОВ «Віател», Держкіно |
| Чорний козак                                                                          | Владислав Чабанюк                               | 2018 | Студія «Мальва», ГО «Толока Легедзине». |
| Шляхетні волоцюги                                                                     | Олександр Березань                              | 2018 | «Ganza film» |
| Я, ти, він, вона                                                                      | Володимир Зеленський, Девід Додсон              | 2018 | «Студія Квартал-95», Держкіно |
| 2019                                                                                  |                                                 |      | |
| 11 дітей з Моршина                                                                    | Аркадій Непиталюк                               | 2019 | «Solar Media Entertainment» |
| Атлантида                                                                             | Валентин Васянович                              | 2019 | «Студія Гармата фільм», Держкіно |
| Гуцулка Ксеня                                                                         | Олена Дем'яненко                                | 2019 | «Гагарін Медіа» |
| Додому                                                                                | Наріман Алієв                                   | 2019 | |
| Екс                                                                                   | Сергій Лисенко                                  | 2019 | Держкіно |
| Заборонений                                                                           | Роман Бровко                                    | 2019 | «UM-GROUP» |
| Захар Беркут                                                                          | Ахтем Сеітаблаєв                                | 2019 | «Кінороб», «Cinema Day» |
| Зустріч однокласників                                                                 | Валентин Шпаков, Аля Бухтіярова                 | 2019 | |
| Крути 1918                                                                            | Олексій Шапарев                                 | 2019 | «Good Morning Films» |
| Морена                                                                                | Сергій Альошечкін                               | 2019 | «Ganzafilm Production», Держкіно |
| Мої думки тихі                                                                        | Антоніо Лукіч                                   | 2019 | «Toy Cinema», Держкіно |
| Поліна і таємниця кіностудії                                                          | Оліас Барко                                     | 2019 | «Кінороб», Держкіно |
| Продюсер                                                                              | Сергій Вейн                                     | 2019 | «Firework Sound» |
| Пофарбоване пташеня                                                                   | Вацлав Маргоул                                  | 2019 | «Директорія Кіно», Держкіно |
| Свінгери-2                                                                            | Андрейс Екіс                                    | 2019 | «F Films» |
| Сквот32                                                                               | Олександр Лідаговський                          | 2019 | «Garnet International Media Group», Держкіно |
| Стасіс                                                                                | Мантас Кведаравічюс                             | 2019 | «ESSE Production House», «Studio Uljana Kim» (Литва), «Rouge International» (Франція), Держкіно |
| Східняк                                                                               | Андрій Іванюк                                   | 2019 | |
| Тільки Диво                                                                           | Олена Каретник                                  | 2019 | «Казка Продакшн», Держкіно |
| Толока                                                                                | Михайло Ілєєнко                                 | 2019 | Держкіно |
| Тут і тепер                                                                           | Олександр Шапіро                                | 2019 | |
| Урсус                                                                                 | Отар Шаматава                                   | 2019 | «Fresh Production Group», «Медіа Група Україна», телеканал «Україна» (Україна), Studio О (Грузія), Geopoly (Болгарія), Aktis Film Production (Німеччина), Національний кіноцентр Грузії, Німецький кінофонду MDM (Mitteldeutsche Medienfrderung GmbH), Болгарський національний центр кіно, Держкіно |
| Фокстер і Макс                                                                        | Анатолій Матешко                                | 2019 | «Pronto Film» |
| Ціна правди (Гарет Джонс)                                                             | Агнешка Голланд                                 | 2019 | «Кінороб», «Film.ua Group», «Film Produkcja», «Crab Apple Film» |
| U311 Черкаси                                                                          | Тимур Ященко                                    | 2019 | |